# Nagashima (Kagoshima)
Nagashima (jap. 長島町 Nagashima-chō) – miasto w Japonii, na wyspie Kiusiu, w prefekturze Kagoshima. Według danych na rok 2020 miejscowość zamieszkiwało 9 705 mieszkańców , a gęstość zaludnienia wyniosła 83,5 os./km².